# Daniel Hendler
Daniel Hendler (Montevideo, 3 de gener de 1976) és un actor, director i guionista de cinema, teatre i televisió uruguaià.

## Biografia
Nascut a Montevideo, descendent d'alemanys, Hendler va desenvolupar la seva trajectòria artística entre l'Uruguai i l'Argentina, on viu actualment. Ha treballat en teatre, cinema i televisió. Pel que fa al cinema, Hendler és més conegut per protagonitzar la pel·lícula 25 Watts de Juan Pablo Rebella i Pablo Stoll, on interpreta el jove Leche.
Hendler ha participat en nombroses pel·lícules argentines com El fondo del mar (2003) i Los suicidas (2005). Forma part del moviment del «nou cinema argentí» o «cinema independent argentí».

## Filmografia destacada
- Esperando al Mesías (2000)
- El ojo en la nuca (2001)
- Sábado (2001)
- 25 Watts (2001)
- No sabe no contesta (2002)
- Todas las azafatas van al cielo (2002)
- El fondo del mar (2003)
- Whisky (2004)
- El abrazo partido (2004)
- Los suicidas (2005)
- Reinas (2005)
- La novia errante (2006)
- Mi primera boda (2011)